# EuroLeague 2019/20
Die Saison 2019/20 war die 20. Spielzeit der EuroLeague (offiziell Turkish Airlines EuroLeague) unter Leitung der ULEB und die insgesamt 63. Saison des bedeutendsten Wettbewerbs für europäische Basketball-Vereinsmannschaften, der von 1958 bis 2000 von der FIBA unter verschiedenen Bezeichnungen organisiert wurde.
Mitte März 2020 wurde sie aufgrund der COVID-19-Pandemie unterbrochen und am 25. Mai des Jahres endgültig abgebrochen.

## Modus
Die EuroLeague-Saison 2019/20 wurde mit demselben Modus wie in der Vorsaison durchgeführt. Es nahmen allerdings 18 statt wie im Vorjahr 16 Teams am Wettbewerb teil. Diese traten in einer Gruppe je zweimal gegeneinander an, sodass jede Mannschaft 34 Spiele absolviert hätte.
Die acht bestplatzierten Mannschaften hätte sich für die K.O.-Runde qualifiziert, welche als Play-off im „Best-of-Five“-Modus ausgespielt worden wäre. Die vier sich durchsetzenden Mannschaften hätten das Final Four bestritten.

## Teilnehmende Mannschaften
Es nahmen neun Meister und vier Vizemeister der wichtigsten nationalen bzw. supranationalen Ligen teil.
| Verein                    | Nationale Liga            | Halle                                     | Kapazität | 2018/19 national | Lizenz |
| ------------------------- | ------------------------- | ----------------------------------------- | --------- | ---------------- | ------ |
| Real Madrid               | Liga ACB                  | WiZink Center                             | 15.000    | Meister          | A      |
| FC Barcelona              | Liga ACB                  | Palau Blaugrana                           | 07.585    | Vizemeister      | A      |
| Valencia Basket Club (EC) | Liga ACB                  | Pabellón Fuente de San Luis               | 9.000     | Halbfinale       | B      |
| Kirolbet Baskonia         | Liga ACB                  | Fernando Buesa Arena                      | 15.504    | Viertelfinale    | A      |
| PBK ZSKA Moskau (TV)      | VTB United League         | Megasport-Arena                           | 13.126    | Meister          | A      |
| BK Chimki                 | VTB United League         | Mytischtschi-Arena                        | 08.000    | Vizemeister      | B      |
| BK Zenit St. Petersburg   | VTB United League         | Sibur Arena                               | 7.120     | Halbfinale       | WC     |
| FC Bayern München         | Basketball-Bundesliga     | Audi Dome                                 | 06.700    | Meister          | B      |
| Alba Berlin               | Basketball-Bundesliga     | Mercedes-Benz-Arena                       | 14.500    | Vizemeister      | B      |
| Panathinaikos OPAP        | A1 Ethniki                | OAKA Olympic Indoor Hall                  | 18.800    | Meister          | A      |
| Olympiakos Piräus         | A2 Ethniki                | Stadion des Friedens und der Freundschaft | 11.600    | Viertelfinale    | A      |
| Fenerbahçe                | Türkiye Basketbol Ligi    | Ülker Sports Arena                        | 13.000    | Vizemeister      | A      |
| Anadolu Efes SK           | Türkiye Basketbol Ligi    | Sinan Erdem Dome                          | 16.500    | Meister          | A      |
| ASVEL Lyon                | Ligue Nationale de Basket | Astroballe                                | 5.556     | Meister          | WC     |
| Maccabi Tel Aviv          | Ligat ha’Al               | Menora Mivtachim Arena                    | 10.383    | Meister          | A      |
| AX Armani Olimpia         | Lega Basket Serie A       | Mediolanum Forum                          | 12.700    | Halbfinale       | A      |
| Žalgiris Kaunas           | Lietuvos krepšinio lyga   | Žalgirio Arena                            | 15.552    | Meister          | A      |
| KK Roter Stern Belgrad    | ABA-Liga                  | Štark-Arena                               | 18.368    | Meister          | B      |

- EC: Sieger des EuroCup 2018/19
- TV: Titelverteidiger der EuroLeague aus 2018/19
- Vereine mit einer A-Lizenz haben dauerhaftes Teilnahmerecht in der EuroLeague, unabhängig vom Abschneiden in der nationalen Liga.
- Die übrigen Vereine nehmen durch eine B-Lizenz teil. Diese wird an den Meister der VTB United League, der Basketball-Bundesliga, der ABA-Liga, der Türkiye Basketbol Ligi sowie dem Sieger des EuroCup des Vorjahres vergeben. Sollte der nationale Meister bereits über eine A-Lizenz verfügen, rückt der nächstbessere Verein nach.
- WC: Wildcard

## Hauptrunde
Die Hauptrunde sollte zwischen dem 3. Oktober 2019 und dem 10. April 2020 ausgespielt werden. Für die Gruppenplatzierungen sind bei Mannschaften mit gleicher Anzahl von Siegen nicht das gesamte Korbpunktverhältnis, sondern nur das addierte Ergebnis im direkten Vergleich der Mannschaften untereinander entscheidend. Mitte März 2020 wurde der Wettbewerb, sechs Spieltage vor Ende der Hauptrunde, wegen der COVID-19-Pandemie abgebrochen und nicht mehr fortgesetzt.

### Tabelle
| Team                        | Sp | S  | N  | P+   | P-   |
| --------------------------- | -- | -- | -- | ---- | ---- |
| 01. Anadolu Efes Istanbul   | 28 | 24 | 4  | 2432 | 2166 |
| 02. Real Madrid             | 28 | 22 | 6  | 2371 | 2165 |
| 03. FC Barcelona            | 28 | 22 | 6  | 2357 | 2193 |
| 04. ZSKA Moskau             | 28 | 19 | 9  | 2305 | 2125 |
| 05. Maccabi Tel Aviv        | 28 | 19 | 9  | 2291 | 2164 |
| 06. Panathinaikos Athen     | 28 | 14 | 14 | 2392 | 2394 |
| 07. BK Chimki               | 28 | 13 | 15 | 2393 | 2380 |
| 08. Fenerbahçe              | 28 | 13 | 15 | 2153 | 2188 |
| 09. Žalgiris Kaunas         | 28 | 12 | 16 | 2213 | 2142 |
| 10. Valencia Basket Club    | 28 | 12 | 16 | 2252 | 2273 |
| 11. Olympiakos Piräus       | 28 | 12 | 16 | 2243 | 2282 |
| 12. AX Armani Olimpia       | 28 | 12 | 16 | 2163 | 2236 |
| 13. Laboral Kutxa Vitoria   | 28 | 12 | 16 | 2059 | 2155 |
| 14. KK Roter Stern Belgrad  | 28 | 11 | 17 | 2079 | 2108 |
| 15. ASVEL Lyon              | 28 | 10 | 18 | 2073 | 2284 |
| 16. Alba Berlin             | 28 | 9  | 19 | 2304 | 2423 |
| 17. FC Bayern München       | 28 | 8  | 20 | 2064 | 2281 |
| 18. BK Zenit St. Petersburg | 28 | 8  | 20 | 2055 | 2240 |

## Auszeichnungen

### MVP des Monats
- Oktober:  Sergio Rodríguez (AX Armani)
- November:  /  Shane Larkin (Anadolu Efes)
- Dezember:  Nikola Mirotić (FC Barcelona)
- Januar:  /  Shane Larkin (Anadolu Efes)
- Februar:  Nikola Mirotić (FC Barcelona)